# Брадфорд Тауншип (округ Клірфілд, Пенсільванія)
Брадфорд Тауншип (англ. Bradford Township) — селище (англ. township) в США, в окрузі Клірфілд штату Пенсільванія. Населення — 2841 особа (2020).

## Демографія
Згідно з переписом 2010 року, у селищі мешкали 3034 особи в 1179 домогосподарствах у складі 895 родин. Було 1331 помешкання
Расовий склад населення:
| - 98,7 % — білих - 0,3 % — корінних американців - 0,2 % — азіатів - 0,1 % — вихідців з тихоокеанських островів - 0,1 % — чорних або афроамериканців |

До двох чи більше рас належало 0,4 %. Частка іспаномовних становила 0,6 % від усіх жителів.
За віковим діапазоном населення розподілялося таким чином: 21,9 % — особи молодші 18 років, 62,4 % — особи у віці 18—64 років, 15,7 % — особи у віці 65 років та старші. Медіана віку мешканця становила 42,8 року. На 100 осіб жіночої статі у селищі припадало 102,3 чоловіків;  на 100 жінок у віці від 18 років та старших — 100,8 чоловіків також старших 18 років.
Середній дохід на одне домашнє господарство  становив 49 328 доларів США (медіана — 46 646), а середній дохід на одну сім'ю — 59 200 доларів (медіана — 57 188). Медіана доходів становила 32 848 доларів для чоловіків та 31 000 доларів для жінок. За межею бідності перебувало 16,0 % осіб, у тому числі 17,9 % дітей у віці до 18 років та 26,6 % осіб у віці 65 років та старших.
Цивільне працевлаштоване населення становило 1454 особи. Основні галузі зайнятості: освіта, охорона здоров'я та соціальна допомога — 17,8 %, роздрібна торгівля — 16,2 %, виробництво — 15,7 %.